# Transformers (Semic)
A Transformers egy kezdetben havonta, majd kéthavonta 50 oldalon megjelenő képregénysorozat volt, ami az Semic Interprint kiadásában jelent meg Magyarországon 1991 és 1997 között.

## Története
A magyar kiadás az amerikai Marvel kiadó által 1984 és 1991 között publikált Transformers volume 1 (1. sorozat) történeteit közölte. E kiadás az Egyesült Államokban 80 részt ért meg, melyből Magyarországon 70 jelent meg (35 darab 50 oldal körüli számban). Mindössze 10 amerikai szám (The Transformers Vol. 1: #15-16 és #36-43) hiányzott ahhoz, hogy a magyar kiadás teljes legyen, de a sors közbeszólt. 1997-ben a Marvel kiadó öncsődeljárást kezdeményezett maga ellen, amelynek következtében az akkori jogdíjak jelentős mértékben megemelkedtek. Habár a Semic kiadó megpróbált egyezségre jutni a tengerentúliakkal, de végül nem járt sikerrel (ekkor, s szintén emiatt szűnt meg az X-men képregény is).
A magyar kiadásban a 8. szám (amerikai számozás szerint:The Transformers Vol. 1 #17 és #18) után egy nagyobb törés tapasztalható. Akkoriban nem állt rendelkezésre a folytatás alapjául szolgáló „repro”-anyag, így a 9. számban az amerikai The Transformers Vol. 1 #44 száma következett. Innentől kezdődően már sorban adták ki a történeteket, minden fajta kihagyás nélkül. A magyar Transformers 27 számával elértünk a 80 részes amerikai sorozat végére, s ekkortájt már rendelkezésre állt a pár évvel korábban még hiányzó „repro-anyag”. A 27. szám második felében így a magyar kiadvány ott folytatódott, ahol a 8. szám utáni cselekmények félbemaradtak (The Transformers Vol. 1 #19-től).

## Számok
A megjelent számok 50 oldalasak voltak, így általában kettő, ritkább esetben három amerikai számot foglaltak magukban. Az újságok közepén általában dokumentáció szerepelt néhány az újságban feltűnő robotról.

### Transformer #1
- Megjelent: 1991. június
- Borító eredetije: The Transformers Vol. 1 #1 (1984. szeptember)
- Borítót rajzolta: Bill Sienkiewicz
- Eredeti ár: 59 Ft
- Dokumentáció:
- Főbb szereplők:
- Megjegyzés:

| eredeti kiadvány           | eredeti megjelenés | írta                         | rajzolta                       | fordította      | történet eredeti címe | történet magyar címe         |
| -------------------------- | ------------------ | ---------------------------- | ------------------------------ | --------------- | --------------------- | ---------------------------- |
| The Transformers Vol. 1 #1 | 1984. szeptember   | Bill Mantlo és Ralph Macchio | Frank Springer és Kim DeMulder | Tiborszky Péter | The Transformers      | Transformers – Az alakváltók |
| The Transformers Vol. 1 #2 | 1984. november     | Bill Mantlo és Ralph Macchio | Frank Springer és Kim DeMulder | Tiborszky Péter | Power Play!           | Erőfitogtatás                |

### Transformer #2
- Megjelent: 1991. július
- Borító eredetije: The Transformers Vol. 1 #3 (1985. január)
- Borítót rajzolta: Mike Zeck
- Eredeti ár: 59 Ft
- Dokumentáció:
- Főbb szereplők:
- Megjegyzés: Az újság közepén 4 oldalas (ebből 2-n csak képek vannak) köszöntő található a szerkesztőtől „Üdvözöllek az örökváltozó TRANSZFORMEREK BIRODALMÁBAN!” címmel.

| eredeti kiadvány           | eredeti megjelenés | írta         | rajzolta                                      | fordította      | történet eredeti címe | történet magyar címe |
| -------------------------- | ------------------ | ------------ | --------------------------------------------- | --------------- | --------------------- | -------------------- |
| The Transformers Vol. 1 #3 | 1985. január       | Jim Salicrup | Frank Springer, Kim DeMulder és Mike Esposito | Tiborszky Péter | Prisoner Of War!      | A hadifogoly!        |
| The Transformers Vol. 1 #4 | 1985. március      | Jim Salicrup | Frank Springer                                | Tiborszky Péter | The Last Stand        | A végvonal           |

### Transformer #3
- Megjelent: 1991. augusztus
- Borító eredetije: The Transformers Vol. 1 #6 (1985. július)
- Borítót rajzolta: Alan Kupperberg
- Eredeti ár: 59 Ft
- Dokumentáció: Kék Villám (autobot; angolul: Blue Streak); Fuvaros (autobot; angolul: Gears); Tomboló (álca; angolul: Frenzy); Sziklaugró (autobot; angolul: Cliffjumper) dokumentációk az újság közepén 1-1 oldalnyi terjedelemben.
- Főbb szereplők:
- Megjegyzés:

| eredeti kiadvány           | eredeti megjelenés | írta          | rajzolta                      | fordította      | történet eredeti címe   | történet magyar címe |
| -------------------------- | ------------------ | ------------- | ----------------------------- | --------------- | ----------------------- | -------------------- |
| The Transformers Vol. 1 #5 | 1985. június       | Bob Budiansky | Alan Kupperberg és Nel Yomtov | Tiborszky Péter | The New Order           | Az új rend           |
| The Transformers Vol. 1 #6 | 1985. július       | Bob Budiansky | Alan Kupperberg               | Tiborszky Péter | The Worse Of Two Evils! | A két rossz között!  |

### Transformer #4
- Megjelent: 1991. október
- Borító eredetije: The Transformers Vol. 1 #7 (1985. augusztus)
- Borítót rajzolta: Mark Bright
- Eredeti ár: 59 Ft
- Dokumentáció: Izmos (autobot; angolul: Brawn); Körfűrész (álca; angolul: Buzzsaw) és Űrdongó (autobot; angolul: Bumblebee) 1-1 oldalas jellemrajz a lap közepén.
- Főbb szereplők:
- Megjegyzés: A szerkesztő 1 oldalnyi terjedelemben arra kéri az olvasókat, jelezzék a kiadó postacímére, hogy folytassák-e a Transformer című magyar újság kiadását vagy sem.

| eredeti kiadvány           | eredeti megjelenés | írta          | rajzolta        | fordította      | történet eredeti címe | történet magyar címe |
| -------------------------- | ------------------ | ------------- | --------------- | --------------- | --------------------- | -------------------- |
| The Transformers Vol. 1 #7 | 1985. augusztus    | Bob Budiansky | William Johnson | Tiborszky Péter | Warrior School!       | Harcosok iskolája    |
| The Transformers Vol. 1 #8 | 1985. szeptember   | Bob Budiansky | William Johnson | Tiborszky Péter | Repeat Performance!   | Ismétlést kérünk!    |

### Transformer #5
- Megjelent: 1992. január
- Borító eredetije: The Transformers Vol. 1 #10 (1985. november)
- Borítót rajzolta: Ricardo Villamonte
- Eredeti ár: 75 Ft
- Dokumentáció: Röptűz (autobot; angolul: Jetfire); Optimusz fővezér (autobot; angolul Optimus Prime) és Szilánk (álca, angolul: Bombshell) 1-1 oldalnyi terjedelmű jellemrajz e képújság közepén.
- Főbb szereplők:
- Megjegyzés: Fél oldalon „Transformer Posta”, fél oldalon pedig „Kandi-hírek” szerepelnek e számban.

| eredeti kiadvány            | eredeti megjelenés | írta          | rajzolta           | fordította  | történet eredeti címe               | történet magyar címe                   |
| --------------------------- | ------------------ | ------------- | ------------------ | ----------- | ----------------------------------- | -------------------------------------- |
| The Transformers Vol. 1 #9  | 1985. október      | Bob Budiansky | Mike Manley        | Frenkel Éva | Dis-integrated Circuits!            | Integrálatlan áramkörök!               |
| The Transformers Vol. 1 #10 | 1985. november     | Bob Budiansky | Ricardo Villamonte | Frenkel Éva | The Next Best Thing To Being There! | Otthon, édes otthon... avagy: Honvágy! |

### Transformer #6
- Megjelent: 1992. március
- Borító eredetije: The Transformers Vol. 1 #12 (1986. január)
- Borítót rajzolta: Herb Trimpe
- Eredeti ár: 75 Ft
- Dokumentáció: Csonttörő (álca; angolul: Bonecrusher); Huligán (álca; angolul: Brawl); Vibrátor (álca; angolul: Breakdown) és Deltás (autobot; angolul: Broadside) 1-1 oldalas dokumentáció szerepel e robotokról ezen számban. További 1 oldalon Transformer-szótár lelhető a robotok magyar és angol elnevezéséről.
- Főbb szereplők:
- Megjegyzés: Fél oldalon „Transformer-posta”, fél oldalon pedig „Kandi-hírek”

| eredeti kiadvány            | eredeti megjelenés | írta          | rajzolta                  | fordította  | történet eredeti címe | történet magyar címe |
| --------------------------- | ------------------ | ------------- | ------------------------- | ----------- | --------------------- | -------------------- |
| The Transformers Vol. 1 #11 | 1985. december     | Bob Budiansky | Herb Trimpe és Tom Palmer | Láng István | Brainstorm!           | Agytorna!            |
| The Transformers Vol. 1 #12 | 1986. január       | Bob Budiansky | Herb Trimpe Al Gordon     | Láng István | Prime Time!           | Optimusz visszatér!  |

### Transformer #7
- Megjelent: 1992. május
- Borító eredetije: Transformers Universe Vol. 1 #2 (1987. január)
- Borítót rajzolta: Herb Trimpe
- Eredeti ár: 75 Ft
- Dokumentáció: Bruticus (álca) 1 oldalas dokumentáció.
- Főbb szereplők:
- Megjegyzés: 1-1 oldalon „Transformer posta” és „Kandi-hírek” szerepel a lapban.

| eredeti kiadvány            | eredeti megjelenés | írta          | rajzolta                | fordította  | történet eredeti címe | történet magyar címe |
| --------------------------- | ------------------ | ------------- | ----------------------- | ----------- | --------------------- | -------------------- |
| The Transformers Vol. 1 #13 | 1986. február      | Bob Budiansky | Don Perlin és Al Gordon | Láng István | Shooting Star!        | A mesterlövész!      |
| The Transformers Vol. 1 #14 | 1986. március      | Bob Budiansky | Don Perlin és Al Gordon | Láng István | Rock And Roll Out!    | Robot Rock and Roll! |

### Transformer #8
- Megjelent: 1992. július
- Borító eredetije: The Transformers Vol. 1 #18 (1986. július)
- Borítót rajzolta: Herb Trimpe
- Eredeti ár: 75 Ft
- Dokumentáció: Zsákutca (álca); Kozmosz (autobot) és Defensor (autobot) 1-1 oldalas jellemzés.
- Főbb szereplők:
- Megjegyzés: 1 oldalon „Kandi-hírek” szerepelnek e lapban.

| eredeti kiadvány            | eredeti megjelenés | írta          | rajzolta                                     | fordította  | történet eredeti címe                         | történet magyar címe                               |
| --------------------------- | ------------------ | ------------- | -------------------------------------------- | ----------- | --------------------------------------------- | -------------------------------------------------- |
| The Transformers Vol. 1 #17 | 1986. június       | Bob Budiansky | Don Perlin és Keith Williams                 | Láng István | Return to Cybertron Part 1: The Smelting Pool | Visszatérés a Kibertronra 1. rész: Olvasztótégely! |
| The Transformers Vol. 1 #18 | 1986. július       | Bob Budiansky | Don Perlin, Keith Williams és Vince Colletta | Láng István | The Bridge To Nowhere                         | Híd a semmibe!                                     |

### Transformer #9
- Megjelent: 1992. szeptember
- Borító eredetije: The Transformers Vol. 1 #44 (1988. szeptember)
- Borítót rajzolta: Frank Springer
- Eredeti ár: 75 Ft
- Dokumentáció: Szuper Omega (autobot); Cudar (álca); Mucsai (autobot) és Észlelő (autobot) 1-1 oldalas jellemzések vannak e képregényben.
- Főbb szereplők:
- Megjegyzés: Fél oldalon „Kandi-hírek”, további fél oldalon pedig „A szerkesztő válaszol” rovatok olvashatók e számban.

| eredeti kiadvány            | eredeti megjelenés | írta          | rajzolta                        | fordította  | történet eredeti címe          | történet magyar címe  |
| --------------------------- | ------------------ | ------------- | ------------------------------- | ----------- | ------------------------------ | --------------------- |
| The Transformers Vol. 1 #44 | 1988. szeptember   | Bob Budiansky | Frank Springer és Danny Bulandi | Láng István | The Cosmic Carnival            | Űrcirkusz             |
| The Transformers Vol. 1 #45 | 1988. október      | Bob Budiansky | Jose Delbo és Dave Hunt         | Láng István | The Return of Circuit Breaker! | Szörnyeteg a Marsról! |

### Transformer #10
- Megjelent: 1992. november
- Borító eredetije: The Transformers Vol. 1 #46 (1988. november)
- Borítót rajzolta: Frank Springer
- Eredeti ár: 75 Ft
- Dokumentáció: Csőtörő (autobot); Égsikló (autobot); Predaking (álca), Rátarti (autobot) és Majompofa (álca) 1-1 oldalas jellemzések ezen lap közepén.
- Főbb szereplők:
- Megjegyzés: 1 oldalnyi terjedelemben Kandi-hírek olvashatóak szintén az újság közepén.

| eredeti kiadvány            | eredeti megjelenés | írta          | rajzolta                    | fordította  | történet eredeti címe | történet magyar címe                 |
| --------------------------- | ------------------ | ------------- | --------------------------- | ----------- | --------------------- | ------------------------------------ |
| The Transformers Vol. 1 #46 | 1988. november     | Bob Budiansky | Jose Delbo és Danny Bulandi | Bayer Antal | Ca$h and Car-nage!    | Begerjedők és Álcafők!               |
| The Transformers Vol. 1 #47 | 1988. december     | Bob Budiansky | Jose Delbo és Danny Bulandi | Bayer Antal | Club Con!             | Az alsó bázisban 1. rész: Álca club! |

### Transformer #11
- Megjelent: 1993. január
- Borító eredetije: The Transformers Vol. 1 #48 (1989. január)
- Borítót rajzolta: Jose Delbo
- Eredeti ár: 89 Ft
- Dokumentáció: Agytröszt (autodibot) 1 oldalas jellemrajz.
- Főbb szereplők:
- Megjegyzés: A szerkesztő 1 oldalnyi terjedelemben válaszol a beérkezett kérdésekre.

| eredeti kiadvány                | eredeti megjelenés | írta                       | rajzolta                              | fordította | történet eredeti címe | történet magyar címe                     |
| ------------------------------- | ------------------ | -------------------------- | ------------------------------------- | ---------- | --------------------- | ---------------------------------------- |
| The Transformers Vol. 1 #48     | 1989. január       | Bob Budiansky              | Jose Delbo és Danny Bulandi           | Nagy Nóra  | The Flames of Boltax! | Az alsó bázison 2. rész: Boltax lángjai! |
| The Transformers Vol. 1 #49     | 1988. február      | Bob Budiansky              | Jose Delbo                            | Nagy Nóra  | Cold War!             | Az alsó bázison! 3. rész: Hidegháború!   |
| The Transformers Vol. 1 UK #198 | 1988. december     | Simon Furman és Ian Rimmer | Andrew Wildman és Stephan Baskerville | Nagy Nóra  | Cold comfort and joy! | Múlt, jelen, jövő…                       |

### Transformer #12
- Megjelent: 1993. március
- Borító eredetije: The Transformers Vol. 1 #50 (1989. március)
- Borítót rajzolta: Jose Delbo
- Eredeti ár: 89 Ft
- Dokumentáció: Csáklya (autobot); Guberáló (autobot); Mentő (autobot); Röppentyű (autobot); Mogorva (autobot); Hasító (autobot) 1-1 oldalas jellemrajz. 2 oldalas „A szerkesztő üzenetei” összefoglalás olvasható a kimaradt történetekről (ezen Transformer-kalandok egy része később megjelent Magyarországon a 27. számtól kezdődően).
- Főbb szereplők:
- Megjegyzés:

| eredeti kiadvány            | eredeti megjelenés | írta          | rajzolta                | fordította    | történet eredeti címe | történet magyar címe                                    |
| --------------------------- | ------------------ | ------------- | ----------------------- | ------------- | --------------------- | ------------------------------------------------------- |
| The Transformers Vol. 1 #50 | 1989. március      | Bob Budiansky | Jose Delbo és Dave Hunt | Kóczián János | Dark Star             | Az alsó bázison! 4. rész: A végkifejlet!: Sötét csillag |

### Transformer #13
- Megjelent: 1993. május
- Borító eredetije:
- Borítót rajzolta:
- Eredeti ár: 89 Ft
- Dokumentáció: Csörlő (autobot; angolul: Hoist); Égető (autobot; angolul: Hotspot); Horog (álca; angolul: Hook); Nyakas (álca; angolul: Headstrong) 1-1 oldalas jellemzés.
- Főbb szereplők:
- Megjegyzés: 1 oldalas „Transformer levelek 1993. május” rovat olvasható e lap elején.

| eredeti kiadvány        | eredeti megjelenés | írta          | rajzolta                | fordította     | történet eredeti címe                            | történet magyar címe            |
| ----------------------- | ------------------ | ------------- | ----------------------- | -------------- | ------------------------------------------------ | ------------------------------- |
| Transformers Vol. 1 #51 | 1989. április      | Bob Budiansky | Jose Delbo és Dave Hunt | Lengyel Balázs | The Man in the Machine!                          | Ember a gépben!                 |
| Transformers Vol. 1 #52 | 1989. május        | Bob Budiansky | Jose Delbo              | Bata István    | Guess Who the Mecannibals are Having for Dinner? | Ki lesz a robotfalók vacsorája? |

### Transformer #14
- Megjelent: 1993. július
- Borító eredetije: Transformers Vol. 1 #54 (1989. július)
- Borítót rajzolta: Jose Delbo
- Eredeti ár: 99 Ft
- Dokumentáció: Újra 1 oldalas Transzformer-szótár került közlésre a képregényben megfordult eddigi szereplőkről. Megatron (álca); Sokkoló (álca; angolul: Shockwave) és Légihiúz (autobot; angolul: Sky lynx) 1-1 oldalas leírás a füzet közepén.
- Főbb szereplők:
- Megjegyzés:

| eredeti kiadvány        | eredeti megjelenés | írta          | rajzolta                    | fordította     | történet eredeti címe | történet magyar címe        |
| ----------------------- | ------------------ | ------------- | --------------------------- | -------------- | --------------------- | --------------------------- |
| Transformers Vol. 1 #53 | 1989. június       | Bob Budiansky | Jose Delbo és Dave Hunt     | Lengyel Balázs | Recipe for Disaster!  | A robotfalók új receptje!   |
| Transformers Vol. 1 #54 | 1989. május        | Bob Budiansky | Jose Delbo és Danny Bulandi | Bárány Ferenc  | King Con!             | Sárkánygyík a felhőkarcolón |

### Transformer #15
- Megjelent: 1993. szeptember
- Borító eredetije: Transformers Vol. 1 #56 (1989. szeptember)
- Borítót rajzolta: Jose Delbo
- Eredeti ár: 99 Ft
- Dokumentáció: 7 oldalas képes dokumentáció az Óriásrobotokról (Superion; Defensor [e kettő autobot], és Bruticus, Pusztító, Menasor és Predaking [valamennyi álca]). Racsni (autobot; angolul: Ratchet); Féreg (álca; angolul: Ratbat) és Üstökös (álca; angolul: Starscream) 1-1 oldalas jellemrajzok.
- Főbb szereplők:
- Megjegyzés: 1 oldalas „Transformer-posta” a lap elején.

| eredeti kiadvány        | eredeti megjelenés | írta          | rajzolta                  | fordította    | történet eredeti címe                      | történet magyar címe            |
| ----------------------- | ------------------ | ------------- | ------------------------- | ------------- | ------------------------------------------ | ------------------------------- |
| Transformers Vol. 1 #55 | 1989. augusztus    | Bob Budiansky | Bob Budiansky és Jim Fern | Bárány Ferenc | The Interplanetary Wrestling Championship! | Bolygóközi pankráció-bajnokság! |
| Transformers Vol. 1 #56 | 1989. szeptember   | Simon Furman  | Jose Delbo                | Bárány Ferenc | Back from the Dead                         | Vissza a halálból               |

### Transformer #16
- Megjelent: 1993. november
- Borító eredetije: Transformers Vol. 1 #59 (1989. november)
- Borítót rajzolta: Jose Delbo
- Eredeti ár: 99 Ft
- Dokumentáció: Jazz (autobot) és Salak (autobot; angolul: Slag) 1-1 oldalas dokumentációk.
- Főbb szereplők:
- Megjegyzés:

| eredeti kiadvány        | eredeti megjelenés | írta         | rajzolta   | fordította    | történet eredeti címe    | történet magyar címe       |
| ----------------------- | ------------------ | ------------ | ---------- | ------------- | ------------------------ | -------------------------- |
| Transformers Vol. 1 #57 | 1989. október      | Simon Furman | Jose Delbo | Bárány Ferenc | The Resurrection Gambit! | Játék élettel és halállal! |
| Transformers Vol. 1 #58 | 1989. november     | Simon Furman | Jose Delbo | Bárány Ferenc | All the Familiar Faces!  | Csupa ismerős arc!         |
| Transformers Vol. 1 #59 | 1989. november     | Simon Furman | Jose Delbo | Bárány Ferenc | Skin Deep                | Halálfélelem               |

### Transformer #17
- Megjelent: 1994. január
- Borító eredetije: Transformers Vol. 1 #61 (1989. december)
- Borítót rajzolta: Don Perlin
- Eredeti ár: 108 Ft
- Dokumentáció: Vadászeb (autobot; angolul: Hound); Iszap (autobot; angolul: Sludge); Romboló (álca; angolul: Ravage); Görgető (álca; angolul: Rumble); Fülelő (álca; Soundwave); Támadó (autobot; angolul: Air raid); Blörr (autobot; angolul: Blurr); Nagyágyú (autobot; angolul: Hot rod), Unikron (angolul: Unicron) és Kup (autobot) 1 illetve 2 oldalas dokumentációk.
- Főbb szereplők:
- Megjegyzés: 1 oldalas Transformer-posta a lap legelején.

| eredeti kiadvány        | eredeti megjelenés | írta         | rajzolta     | fordította    | történet eredeti címe | történet magyar címe |
| ----------------------- | ------------------ | ------------ | ------------ | ------------- | --------------------- | -------------------- |
| Transformers Vol. 1 #60 | 1989. december     | Simon Furman | Jose Delbo   | Bárány Ferenc | Yesterday's Heroes!   | A tegnap hősei!      |
| Transformers Vol. 1 #61 | 1989. december     | Simon Furman | Geoff Senior | Bárány Ferenc | Primal Scream         | Az ősi üvöltés       |

### Transformer #18
- Megjelent: 1994. március
- Borító eredetije: Transformers Vol. 1 #63 (1990. február)
- Borítót rajzolta: Ian Akin
- Eredeti ár: 108 Ft
- Dokumentáció: Gépmester (álca; angolul: Motormaster); Motorszárny (autobot; angolul: Powerglide); Portyázó (autobot; angolul: Prowl); Löket (álca; angolul: Ramjet); Dühöngő (álca; angolul: Rampage); Féktelen (álca; angolul: Wildrider); Széllovas (autobot; angolul: Windcharger); Hosszúpofa (álca; angolul: Longhaul); Égretötő (álca; angolul: Skywarp) és Tajték (autobot; angolul: Seaspray) 1-1 oldalas jellemrajzok.
- Főbb szereplők:
- Megjegyzés: 1 oldalas Transformer-posta a lap legelején.

| eredeti kiadvány        | eredeti megjelenés | írta         | rajzolta     | fordította    | történet eredeti címe      | történet magyar címe                              |
| ----------------------- | ------------------ | ------------ | ------------ | ------------- | -------------------------- | ------------------------------------------------- |
| Transformers Vol. 1 #62 | 1990. január       | Simon Furman | Geoff Senior | Bárány Ferenc | Bird of Prey               | Mátrix-hajsza 1. rész: Saskeselyű!                |
| Transformers Vol. 1 #63 | 1990. február      | Simon Furman | Jose Delbo   | Bárány Ferenc | Kings of the Wild Frontier | Mátrix-hajsza 2. rész: Az űrbéli vadnyugat hősei! |

### Transformer #19
- Megjelent: 1994. május
- Borító eredetije: Transformers Vol. 1 #64 (1990. március)
- Borítót rajzolta: Ian Akin
- Eredeti ár: 108 Ft
- Dokumentáció: Acsargó (autobot; angolul: Snarl); Sirató (álca; angolul: Dirge), Mixer (autobot; angolul: Qickmix); Töltés (autobot; angolul: Landfill); Kotrógép (autobot; angolul: Scoop) 1-1 oldalas jellemzés.
- Főbb szereplők:
- Megjegyzés: 1 oldalas Transformer-posta a lap legelején. További 1-1 oldalnyi terjedelemben Tóbiás Zoltán rajza, valamint egy Transformer-kvíz található.

| eredeti kiadvány        | eredeti megjelenés | írta         | rajzolta                 | fordította    | történet eredeti címe | történet magyar címe                      |
| ----------------------- | ------------------ | ------------ | ------------------------ | ------------- | --------------------- | ----------------------------------------- |
| Transformers Vol. 1 #64 | 1990. március      | Simon Furman | Jose Delbo és Nel Yomtov | Bárány Ferenc | Deadly Obsession      | Mátrix-hajsza 3. rész: Halálos szenvedély |
| Transformers Vol. 1 #65 | 1990. április      | Simon Furman | Geoff Senior             | Bárány Ferenc | Dark Creation         | Mátrix-hajsza 4. rész: Sötét teremtmény   |

### Transformer #20
- Megjelent: 1994. július
- Borító eredetije: Transformers Vol. 1 #66 (1990. május)
- Borítót rajzolta: Ian Akin
- Eredeti ár: 115 Ft
- Dokumentáció: 2 oldalon „Kik is azok a Transformerek?” dokumentáció, 2 oldalon Transformer-szótár, 1-1 oldalon pedig Galvatron (álca) és Rodimusz (autobot, angolul: Rodimus Prime) jellemzés található.
- Főbb szereplők:
- Megjegyzés: Féloldalas Transformer-posta a lap legelején, további fél oldalon pedig a szerkesztő összefoglalója olvasható. 2 oldalnyi terjedelemben Transformer-kvíz található.

| eredeti kiadvány        | eredeti megjelenés | írta         | rajzolta                   | fordította    | történet eredeti címe | történet magyar címe                      |
| ----------------------- | ------------------ | ------------ | -------------------------- | ------------- | --------------------- | ----------------------------------------- |
| Transformers Vol. 1 #66 | 1990. május        | Simon Furman | Geoff Senior és Nel Yomtov | Bárány Ferenc | All Fall Down!        | Mátrix-hajsza befejező rész: A nagy robaj |
| Transformers Vol. 1 #67 | 1990. június       | Simon Furman | Jose Delbo                 | Bárány Ferenc | Rhythms of Darkness!  | A sötétség hatalma!                       |

### Transformers #21
- Megjelent: 1994. szeptember
- Borító eredetije: Transformers Vol. 1 #69 (1990. augusztus)
- Borítót rajzolta: Andrew Wildman
- Eredeti ár: 115 Ft
- Dokumentáció: Piranyakon (álca, angolul: Piranacon); Csápölő (álca, angolul: Tentakil); Lesvető (álca, angolul: Snaptrap); Agymosó (álca, angolul: Mindwipe); Pengeél (álca, angolul: Razorclaw) 1-1 oldalas jellemzések.
- Főbb szereplők:
- Megjegyzés: 1 oldalas Transformers-posta a képújság legelején. 2 oldalon Transformer-kvíz látható.

| eredeti kiadvány        | eredeti megjelenés | írta         | rajzolta       | fordította | történet eredeti címe | történet magyar címe |
| ----------------------- | ------------------ | ------------ | -------------- | ---------- | --------------------- | -------------------- |
| Transformers Vol. 1 #68 | 1990. július       | Simon Furman | Dwayne Turner  | B. I.      | The Human Factor!     | Az emberi tényező!   |
| Transformers Vol. 1 #69 | 1990. augusztus    | Simon Furman | Andrew Wildman | B. I.      | Eye of the Storm!     | A vihar szemei       |

### Transformers #22
- Megjelent: 1994. november
- Borító eredetije: Transformers Vol. 1 #71 (1990. október)
- Borítót rajzolta: Andrew Wildman
- Eredeti ár: 115 Ft
- Dokumentáció: Tömlőfej (autobot; angolul: Hosehead); Éjvadász (autobot; angolul: Nightbeat); Szirén (autobot; angolul: Siren); Őrjöngő (álca; angolul: Tantrum) 1-1 oldalas jellemrajzok, valamint kétoldalas kép Optimusz fővezérről.
- Főbb szereplők:
- Megjegyzés: 1 oldalas Transformer-posta a képújság legelején. 2 oldalon Transformer-kvíz látható.

| eredeti kiadvány        | eredeti megjelenés | írta         | rajzolta       | fordította    | történet eredeti címe | történet magyar címe |
| ----------------------- | ------------------ | ------------ | -------------- | ------------- | --------------------- | -------------------- |
| Transformers Vol. 1 #70 | 1990. szeptember   | Simon Furman | Andrew Wildman | Bárány Ferenc | The Price of Life!    | Az élet ára!         |
| Transformers Vol. 1 #71 | 1990. október      | Simon Furman | Andrew Wildman | Bárány Ferenc | Surrender!            | Megadás!             |

### Transformers #23
- Megjelent: 1995. január
- Borító eredetije: Transformers Vol. 1 #72 (1990. november)
- Borítót rajzolta: Andrew Wildman
- Eredeti ár: 138 Ft
- Dokumentáció:
- Főbb szereplők:
- Megjegyzés: A Transformers Vol. 1 #74 Magyarországon két részletben jelent meg, a 23. és 24. számokban. 1 oldalas Transformer-posta lelhető a képújság legelején.

| eredeti kiadvány        | eredeti megjelenés | írta         | rajzolta       | fordította    | történet eredeti címe    | történet magyar címe    |
| ----------------------- | ------------------ | ------------ | -------------- | ------------- | ------------------------ | ----------------------- |
| Transformers Vol. 1 #72 | 1990. november     | Simon Furman | Andrew Wildman | Bárány Ferenc | All This and Civil War 2 | Második polgárháború 2. |
| Transformers Vol. 1 #73 | 1990. december     | Simon Furman | Andrew Wildman | Bárány Ferenc | Out of Time!             | Fogytán az idő!         |
| Transformers Vol. 1 #74 | 1991. január       | Simon Furman | Andrew Wildman | Bárány Ferenc | The Void!                | A semmi!                |

### Transformers #24
- Megjelent: 1995. március
- Borító eredetije: Transformers Vol. 1 #74 (1991. január)
- Borítót rajzolta: Andrew Wildman
- Eredeti ár: 138 Ft
- Dokumentáció:
- Főbb szereplők:
- Megjegyzés: A Transformers Vol. 1 #74 Magyarországon két részletben jelent meg, a 23. és 24. számokban. 1 oldalas Transformer-posta szerepel a képújság legelején.

| eredeti kiadvány        | eredeti megjelenés | írta         | rajzolta       | fordította    | történet eredeti címe      | történet magyar címe |
| ----------------------- | ------------------ | ------------ | -------------- | ------------- | -------------------------- | -------------------- |
| Transformers Vol. 1 #74 | 1991. január       | Simon Furman | Andrew Wildman | Bárány Ferenc | The Void!                  | A semmi!             |
| Transformers Vol. 1 #75 | 1991. február      | Simon Furman | Geoff Senior   | Bárány Ferenc | On the Edge of Extinction! | A pusztulás szélén!  |

### Transformers #25
- Megjelent: 1995. május
- Borító eredetije: Transformers Vol. 1 #76 (1991. március)
- Borítót rajzolta:
- Eredeti ár: 148 Ft
- Dokumentáció: Űrfarkas (álca; angolul: Weirdwolf); Fejreccsentő (álca; angolul: Skullcruncher); Groteszk (autobot; angolul: Grotusque); Szörnybika (álca; angolul: Horribull) 1-1 oldalas jellemzések.
- Főbb szereplők:
- Megjegyzés:

| eredeti kiadvány        | eredeti megjelenés | írta         | rajzolta       | fordította    | történet eredeti címe | történet magyar címe |
| ----------------------- | ------------------ | ------------ | -------------- | ------------- | --------------------- | -------------------- |
| Transformers Vol. 1 #76 | 1991. március      | Simon Furman | Andrew Wildman | Bárány Ferenc | Still Life!           | Puszta csend!        |
| Transformers Vol. 1 #77 | 1991. április      | Simon Furman | Andrew Wildman | Bárány Ferenc | Exodus                | Kivándorlás!         |

### Transformers #26
- Megjelent: 1995. július
- Borító eredetije: Transformers Vol. 1 #78 (1991. május)
- Borítót rajzolta: Andrew Wildman
- Eredeti ár: 148 Ft
- Dokumentáció: Karom (álca, angolul: Pounce); Undor (álca, angolul: Repugnus) és Maximus (autobot; angolul: Fortress Maximus) 1 ill. 2 oldalas jellemzések.
- Főbb szereplők:
- Megjegyzés: 1 oldalas Transformer-posta szerepel a képújság legelején.

| eredeti kiadvány        | eredeti megjelenés | írta         | rajzolta       | fordította    | történet eredeti címe | történet magyar címe |
| ----------------------- | ------------------ | ------------ | -------------- | ------------- | --------------------- | -------------------- |
| Transformers Vol. 1 #78 | 1991. május        | Simon Furman | Andrew Wildman | Bárány Ferenc | A Savege circle       | Szörnyű átok         |
| Transformers Vol. 1 #79 | 1991. június       | Simon Furman | Andrew Wildman | Bárány Ferenc | The Last Autobot?     | Az utolsó autobot?   |

### Transformers #27
- Megjelent: 1995. szeptember
- Borító eredetije: Transformers Vol. 1 #80 (1991. július)
- Borítót rajzolta: Andrew Wildman
- Eredeti ár: 168 Ft
- Dokumentáció: 2 oldalas összefoglaló a magyar első 8 szám tartalmáról, 1 oldalas lista az első 8 számban feltűnő Transformerekről (angol fordítással és állampolgársággal egyetemben).
- Főbb szereplők:
- Megjegyzés: 1 oldalas bevezető olvasható arról, hogy mi fog kiadásra kerülni a Transformers 80., amerikai számozás szerinti utolsó számot követően.

| eredeti kiadvány            | eredeti megjelenés | írta          | rajzolta       | fordította    | történet eredeti címe | történet magyar címe |
| --------------------------- | ------------------ | ------------- | -------------- | ------------- | --------------------- | -------------------- |
| Transformers Vol. 1 #80     | 1991. július       | Simon Furman  | Andrew Wildman | Bárány Ferenc | End of The Road!      | Az út vége           |
| The Transformers Vol. 1 #19 | 1986. augusztus    | Bob Budiansky | Don Perlin     | Bárány Ferenc | Command Performances  | Ki őrzi a bárkát?    |

### Transformers #28
- Megjelent: 1995. november
- Borító eredetije: The Transformers Vol. 1 #20 (1986. szeptember)
- Borítót rajzolta: Herb Trimpe
- Eredeti ár: 168 Ft
- Dokumentáció: 1-1 oldalas jellemrajz Szánról (autobot; angolul: Skids) és Merülőről (autobot, angolul: Skydive).
- Főbb szereplők:
- Megjegyzés:

| eredeti kiadvány            | eredeti megjelenés | írta          | rajzolta    | fordította    | történet eredeti címe   | történet magyar címe        |
| --------------------------- | ------------------ | ------------- | ----------- | ------------- | ----------------------- | --------------------------- |
| The Transformers Vol. 1 #20 | 1986. szeptember   | Bob Budiansky | Herb Trimpe | Bárány Ferenc | Showdown!               | Leszámolás!                 |
| The Transformers Vol. 1 #21 | 1986. október      | Bob Budiansky | Don Perlin  | Bárány Ferenc | Aerialbots Over America | Légirobotok Amerika felett! |

### Transformers #29
- Megjelent: 1996. február
- Borító eredetije: The Transformers Vol. 1 #22 (1986. november)
- Borítót rajzolta: Herb Trimpe
- Eredeti ár: 189 Ft
- Dokumentáció: Ámokfutó (álca; angolul: Runamuck) és Futkosó (álca; angolul: Runabout) 1-1 oldalas dokumentációk.
- Főbb szereplők:
- Megjegyzés:

| eredeti kiadvány            | eredeti megjelenés | írta          | rajzolta   | fordította    | történet eredeti címe | történet magyar címe |
| --------------------------- | ------------------ | ------------- | ---------- | ------------- | --------------------- | -------------------- |
| The Transformers Vol. 1 #22 | 1986. november     | Bob Budiansky | Don Perlin | Bárány Ferenc | Heavy Traffic         | Csúcsforgalom        |
| The Transformers Vol. 1 #23 | 1986. december     | Bob Budiansky | Don Perlin | Bárány Ferenc | Decepticon Graffiti   | Álca-graffiti        |

### Transformers #30
- Megjelent: 1996. április
- Borító eredetije: The Transformers Vol. 1 #24 (1987. január)
- Borítót rajzolta: Herb Trimpe
- Eredeti ár: 189 Ft
- Dokumentáció: Kolonc (álca; angolul: Drag strip) és Lecsapó (álca; angolul: Divebomb) 1-1 oldalas összefoglalók.
- Főbb szereplők:
- Megjegyzés:

| eredeti kiadvány            | eredeti megjelenés | írta          | rajzolta   | fordította    | történet eredeti címe  | történet magyar címe |
| --------------------------- | ------------------ | ------------- | ---------- | ------------- | ---------------------- | -------------------- |
| The Transformers Vol. 1 #24 | 1987. január       | Bob Budiansky | Don Perlin | Bárány Ferenc | Afterdeath             | Újralét              |
| The Transformers Vol. 1 #25 | 1987. február      | Bob Budiansky | Don Perlin | Bárány Ferenc | Gone But Not Forgotten | Egy halott szelleme  |

### Transformers #31
- Megjelent: 1996. június
- Borító eredetije: The Transformers Vol. 1 #26 (1987. március)
- Borítót rajzolta: Herb Trimpe
- Eredeti ár: 198 Ft
- Dokumentáció: Triptikon (álca; angolul: Trypticon); Ösvényvágó (autobot; angolul: Trailbreaker); Kerék (autobot; angolul: Wheeljack) 1-1 oldalas jellemzés.
- Főbb szereplők:
- Megjegyzés: 1 oldalas Transformers-posta lelhető legelől ezen számban.

| eredeti kiadvány            | eredeti megjelenés | írta          | rajzolta   | fordította    | történet eredeti címe | történet magyar címe     |
| --------------------------- | ------------------ | ------------- | ---------- | ------------- | --------------------- | ------------------------ |
| The Transformers Vol. 1 #26 | 1987. március      | Bob Budiansky | Don Perlin | Bárány Ferenc | Funeral For A Friend  | Egy eltávozott barátért! |
| The Transformers Vol. 1 #27 | 1987. április      | Bob Budiansky | Don Perlin | Bárány Ferenc | King Of The Hill      | A domb királya           |

### Transformers #32
- Megjelent: 1996. augusztus
- Borító eredetije: The Transformers Vol. 1 #28 (1987. május)
- Borítót rajzolta: Ian Akin
- Eredeti ár: 198 Ft
- Dokumentáció: Riadó (autobot; angolul: Red alert); Villámszárny (álca; angolul: Blitzwing); és Össztűz (autobot; angolul: Blaster) 1-1 oldalas dokumentáció.
- Főbb szereplők:
- Megjegyzés: 1 oldalas Transformers-posta található ezen számban.

| eredeti kiadvány            | eredeti megjelenés | írta          | rajzolta   | fordította    | történet eredeti címe   | történet magyar címe |
| --------------------------- | ------------------ | ------------- | ---------- | ------------- | ----------------------- | -------------------- |
| The Transformers Vol. 1 #28 | 1987. május        | Bob Budiansky | Don Perlin | Bárány Ferenc | Mechanical Difficulties | Műszaki problémák!   |
| The Transformers Vol. 1 #29 | 1987. június       | Bob Budiansky | Don Perlin | Bárány Ferenc | Crater Critters         | Kráter-fráterek      |

### Transformers #33
- Megjelent: 1996. október
- Borító eredetije: The Transformers Vol. 1 #30 (1987. július)
- Borítót rajzolta: Herb Trimpe
- Eredeti ár: 198 Ft
- Dokumentáció: Űrvonat (álca; angolul: Astrotrain) és Oktán (álca; angolul: Octane) 1-1 oldalas jellemzés.
- Főbb szereplők:
- Megjegyzés: 1 oldalas Transformers-posta található e számban.

| eredeti kiadvány            | eredeti megjelenés | írta          | rajzolta   | fordította    | történet eredeti címe                    | történet magyar címe                   |
| --------------------------- | ------------------ | ------------- | ---------- | ------------- | ---------------------------------------- | -------------------------------------- |
| The Transformers Vol. 1 #30 | 1987. július       | Bob Budiansky | Don Perlin | Bárány Ferenc | The Cure                                 | Az ellenszer!!!!!!                     |
| The Transformers Vol. 1 #31 | 1987. augusztus    | Bob Budiansky | Don Perlin | Bárány Ferenc | Buster Witwicky And The Car Wash Of Doom | Buster Witwicky és az agymosó autómosó |

### Transformers #34
- Megjelent: 1996. december
- Borító eredetije: The Transformers Vol. 1 #32 (1987. szeptember)
- Borítót rajzolta: Frank Springer
- Eredeti ár: 198 Ft
- Dokumentáció: Szilánk (álca; angolul: Bombshell) és Kilövő (álca; angolul: Blast off) 1-1 oldalas jellemzések.
- Főbb szereplők:
- Megjegyzés: Az amerikai The Transformers Vol. 1 #33 a Transformers brit kiadásának (Transformers UK) #9 és #10 számát tartalmazza. Az Acélember történetét tehát nem Amerikában készítették, hanem előbb említett brit számok amerikai újranyomása. A történet Nagy-Britanniában eredetileg 1985-ben jelent meg. 1 oldalas Transformers-posta található e számban.

| eredeti kiadvány            | eredeti megjelenés | írta            | rajzolta      | fordította | történet eredeti címe | történet magyar címe |
| --------------------------- | ------------------ | --------------- | ------------- | ---------- | --------------------- | -------------------- |
| The Transformers Vol. 1 #32 | 1987. szeptember   | Bob Budiansky   | Don Perlin    | O. L.      | Used Autobots         | Használt autobotok   |
| The Transformers Vol. 1 #33 | 1987. október      | Steve Parkhouse | John Ridgeway | O. L.      | Man of Iron Part 1    | Acélember 1-2. rész  |

### Transformers #35
- Megjelent: 1997. február
- Borító eredetije: The Transformers Vol. 1 #34 (1987. november)
- Borítót rajzolta: Tom Morgan
- Eredeti ár: 238 Ft
- Dokumentáció: Defensor (autobot) és Bruticus (álca) 1-1 oldalas dokumentációk.
- Főbb szereplők:
- Megjegyzés: Ez volt a magyar sorozat utolsó száma! Az amerikai The Transformers Vol. 1 #34 a Transformers brit kiadásának (Transformers UK) #11 és #12 számát tartalmazza. Az Acélember történetét tehát nem Amerikában készítették, hanem előbb említett brit számok amerikai újranyomása. A történet Nagy-Britanniában eredetileg 1985-ben jelent meg.

| eredeti kiadvány            | eredeti megjelenés | írta            | rajzolta      | fordította    | történet eredeti címe | történet magyar címe |
| --------------------------- | ------------------ | --------------- | ------------- | ------------- | --------------------- | -------------------- |
| The Transformers Vol. 1 #34 | 1987. november     | Steve Parkhouse | John Ridgeway | Bárány Ferenc | Man of Iron Part 2    | Az Acélember 3. rész |
| The Transformers Vol. 1 #35 | 1987. december     | Bob Budiansky   | Don Perlin    | Bárány Ferenc | Child's Play          | Gyerekjáték          |